# Opogona echodes
Opogona echodes är en fjärilsart som beskrevs av Edward Meyrick 1936. Opogona echodes ingår i släktet Opogona och familjen äkta malar. Inga underarter finns listade i Catalogue of Life.